# James McKay (homme politique)
Pour les articles homonymes, voir James McKay et McKay.
James McKay  (1828-2 décembre 1879) est un pionnier, commerçant de fourrures et homme politique canadien pré-confédération des Territoires du Nord-Ouest et du Manitoba.

## Biographie
Né au Fort Edmonton de la Compagnie de la Baie d'Hudson (HBC), McKay étudie dans la colonie de la rivière Rouge et commence à travailler pour la HBC en 1853 en tant que commerçant de fourrures, guide et interprète. À cette fonction, il rencontre régulièrement le gouverneur-en-chef de la HBC, George Simpson à Crow Wing dans l'actuel Minnesota et l'escorte jusqu'au Fort Garry au cœur de l'actuel Winnipeg. En 1857, alors qu'il se trouve à Fort Ellice, il est embauché pour servir de guide à John Palliser à travers les plaines hivernales de la Saskatchewan jusqu'à Fort Carlton.
McKay quitte la HBC en 1860 pour se partir lui-même en affaires dans le secteur de la Fourche de Winnipeg. Il s'implique en politique en entrant au Conseil d'Assiniboine en 1868 et se retrouve pris dans les hostilités liées à la rébellion de la rivière Rouge en 1870. En raison de ses origines métisses il décide de se retirer temporairement des affaires liées au conseil. À son retour, il devient membre du gouvernement provisoire aux côtés de son frère Angus McKay (en).

## Carrière politique

### Négociation et traité indien
McKay fait d'importante contribution à l'établissement de réclamations territoriales pour les indiens, dont en prenant part à la négociation du Traité numéro 1 (Lower Fort Garry) et du Traité numéro 2 (Manitoba House (en) sur le lac Manitoba). Il prend part aussi au Traité numéro 3 (angle nord-ouest du lac des Bois) en 1873. En 1875, il est commissaire pour le Traité numéro 5 qui est négocié à Winnipeg. Enfin, il est commissaire indien pour le Traité numéro 6 qui est signé à Fort Carlton et Fort Pitt en 1876.

### Conseil du Territoires du Nord-Ouest
McKay est nommé membre du conseil temporaire du Nord-Ouest (en) aux côtés de Pierre Delorme (en) et de Joseph Royal en 1873. Ces nominations sont faites à la demandes des Métis qui réclamaient une représentation au gouvernement. Alors qu'il est au conseil, il s'active à travailler sur les problèmes affectant les populations autochtones.

### Province du Manitoba
Après la création de la province du Manitoba, McKay est nommé président du conseil législatif du Manitoba (en) et sert à cette position jusqu'en 1874. Lors de l'abolition du conseil en 1876, il est élu par acclamation à l'Assemblée législative du Manitoba pour représenter le district de Lake Manitoba. McKay sert en tant que ministre de l'Agriculture (en) de 1875 à 1878. Il démissionne de son poste de ministre pour raison de santé. L'archevêque Alexandre-Antonin Taché disait de lui qu'il avait un excellent jugement.

## Héritage
La série de documentaire canadien Treaty Road (en) paru en 2024 relate l'histoire des nombreux traités numérotés et est animée par Saxon de Cocq, un descendant direct de McKay.